# Anselme de Trazegnies
Ne doit pas être confondu avec Anselme Ier de Trazegnies.

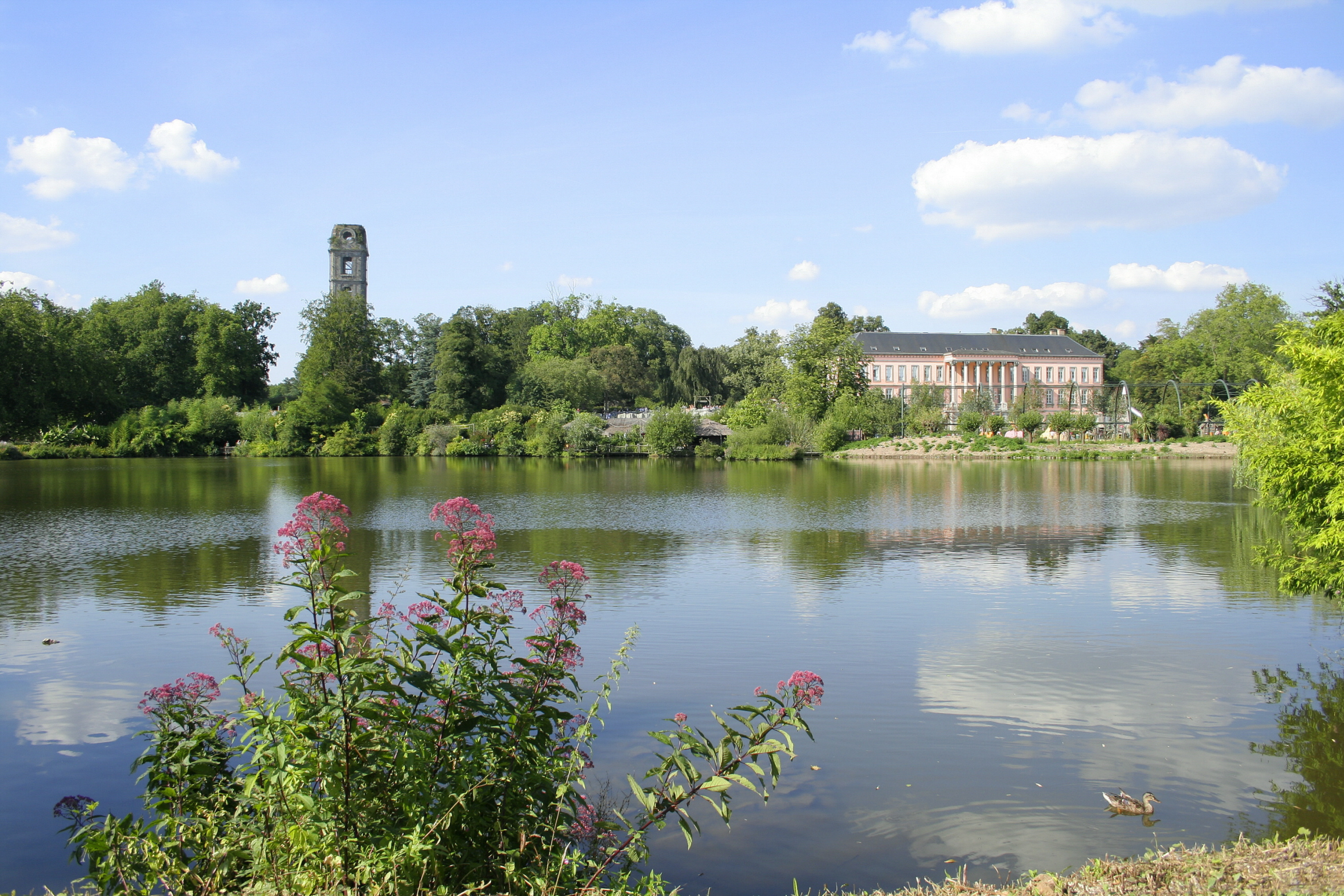
Cambron-Casteau, le parc de l'ancienne abbaye

Anselme de Trazegnies, seigneur de Péronnes-lez-Binche, chanoine et trésorier du chapitre collégial de Soignies, fonde l'abbaye Notre-Dame de Cambron en 1148.

## Généalogie
|                                                              |                                                              |                                                              |                                                              | Othon Ier (° ? † 1136) x Helvide de Rève ° ? † 1138          |                                                              |  |  |  |  |  |  |                 |                 |                 |                 |                 |                 |  |  |  |  |  |  |  |  |  |  |
|                                                              |                                                              |                                                              |                                                              |                                                              |                                                              |  |  |  |  |  |  |                 |                 |                 |                 |                 |                 |  |  |  |  |  |  |  |  |  |  |
|                                                              |                                                              |                                                              |                                                              |                                                              |                                                              |  |  |  |  |  |  |                 |                 |                 |                 |                 |                 |  |  |  |  |  |  |  |  |  |  |
| Gilles Ier (° 1134 † 1161) x Gerberge de Landen ° ? ap. 1195 | Gilles Ier (° 1134 † 1161) x Gerberge de Landen ° ? ap. 1195 | Gilles Ier (° 1134 † 1161) x Gerberge de Landen ° ? ap. 1195 | Gilles Ier (° 1134 † 1161) x Gerberge de Landen ° ? ap. 1195 | Gilles Ier (° 1134 † 1161) x Gerberge de Landen ° ? ap. 1195 | Gilles Ier (° 1134 † 1161) x Gerberge de Landen ° ? ap. 1195 |  |  |  |  |  |  | Anselme (? † ?) | Anselme (? † ?) | Anselme (? † ?) | Anselme (? † ?) | Anselme (? † ?) | Anselme (? † ?) |  |  |  |  |  |  |  |  |  |  |

Il est le fils de Othon Ier († 1136), seigneur de Silly, de Blicquy et de Trazegnies qui possédait environ 30 000 hectares et qui fit bâtir un premier château sur des anciennes fondations romanes qui existaient probablement déjà au Xe siècle.
Son frère, Gilles Ier de Trazegnies (° 1134 - † 1161), épouse Gerberge de Landen. Il est le premier seigneur de Trazegnies à part entière.
Tombé en contradiction avec l'Abbaye de Floreffe, il fut excommunié trois fois et commit plusieurs malveillances à l'encontre des moines. Les seigneurs des environs furent excédés par son comportement et ses actes et firent le siège de son château. Il fut tué sur ses propres remparts.

### Articles connexes

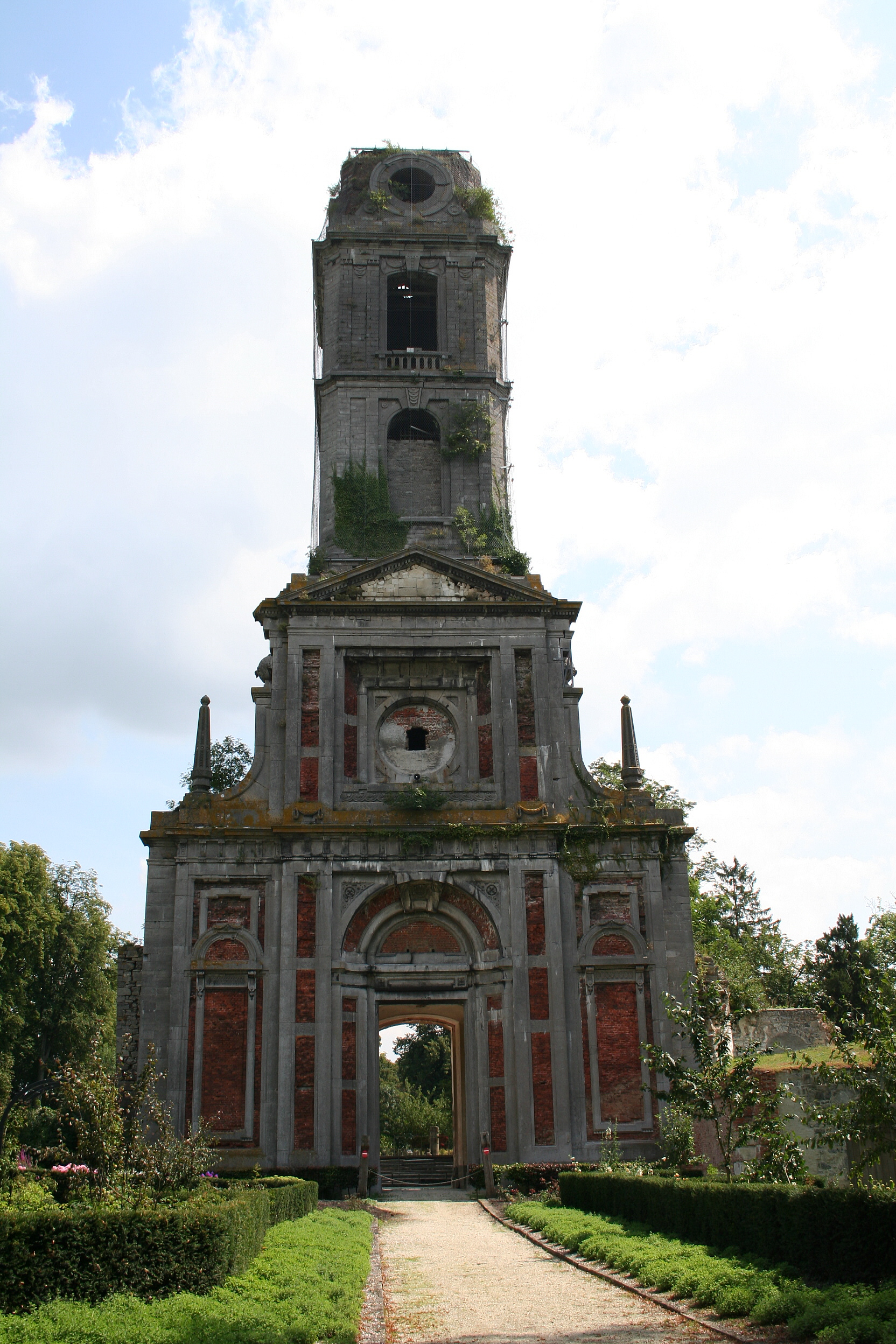
Tour de l'abbatiale de Cambron (XVIII)